# Jin Renqing

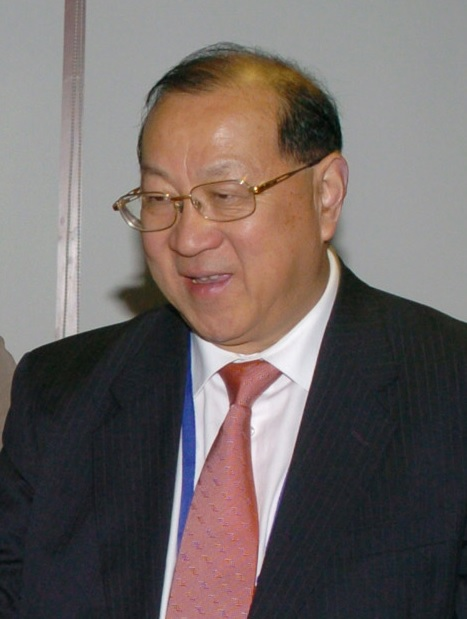
Jin Renqing (2006)

Jin Renqing (chinesisch 金人庆) (* Juli 1944 in Suzhou, Provinz Jiangsu; † 28. August 2021) war von 2003 bis 2007 Finanzminister der Volksrepublik China.

## Leben
Jin Renqing schloss 1966 ein Studium am Zentralinstitut für Finanzen und Banken in Peking ab. Von 1968 bis 1980 war er ein stellvertretender Vorsitzender im Getreideamt und stellvertretender Direktor des Finanzbüros im Kreis Yongsheng.
1983 wurde er stellvertretender Beauftragter für das Verwaltungsamt Lijiang, bevor er 1985 Vize-Gouverneur der Provinz Yunnan wurde. In dieser Position blieb er bis 1991, als er stellvertretender Finanzminister wurde. 1995 war er in der Position des stellvertretenden Generalsekretärs des Staatsrates und wurde noch im selben Jahr stellvertretender Bürgermeister Pekings, was er bis 1998 blieb.
1997 wurde er zum stellvertretenden Sekretär der Kommunistischen Partei Chinas gewählt. Zum Direktor im Finanzministerium wurde er 1998 gewählt und fünf Jahre später wurde er Finanzminister. Im August 2007 trat er überraschend von seinem Ministerposten zurück. Nachfolger als Finanzminister wurde Xie Xuren. Nach seinem Rücktritt wurde Jin Renqing Vizedirektor des Forschungszentrums für Entwicklung beim Staatsrat.
Er starb am 28. August 2021 im Alter von 77 Jahren nach einem Brand in seinem Haus.